# Esposende (Ribadavia)
Esposende (llamada oficialmente Santiago de Esposende) es una parroquia y un lugar del municipio español de Ribadavia, en la provincia de Orense, Galicia.

## Organización territorial
La parroquia está formada por una entidad de población:
- Esposende

## Demografía
Gráfica demográfica del lugar y parroquia de Esposende según el INE español:
| Gráfica de evolución demográfica de Esposende entre 2000 y 2023 |
|                                                                 |
| Datos según el nomenclátor publicado por el INE.                |